# Casa del Pueblo
La Casa del Pueblo (en ruso: Народный дом, transliterado Naródny dom) nace como un establecimiento educativo público no estatal. Gestionadas habitualmente por asociaciones culturales independientes, aparecen por primera vez en Rusia en la década de 1880. Su periodo de mayor auge y proliferación se produjo tras la revolución rusa de 1905 gracias al amparo y promoción de las autoridades, siendo financiadas con las aportaciones de empresarios locales, filántropos privados y la Duma municipal. Después de la revolución de 1917 el término fue cayendo paulatinamente en desuso y gran parte de ellas se convirtieron en asociaciones obreras y fueron renombradas como «Casa de la Cultura» o algún término equivalente.

## Casas del pueblo en Rusia

### Origen y expansión (1882-1917)

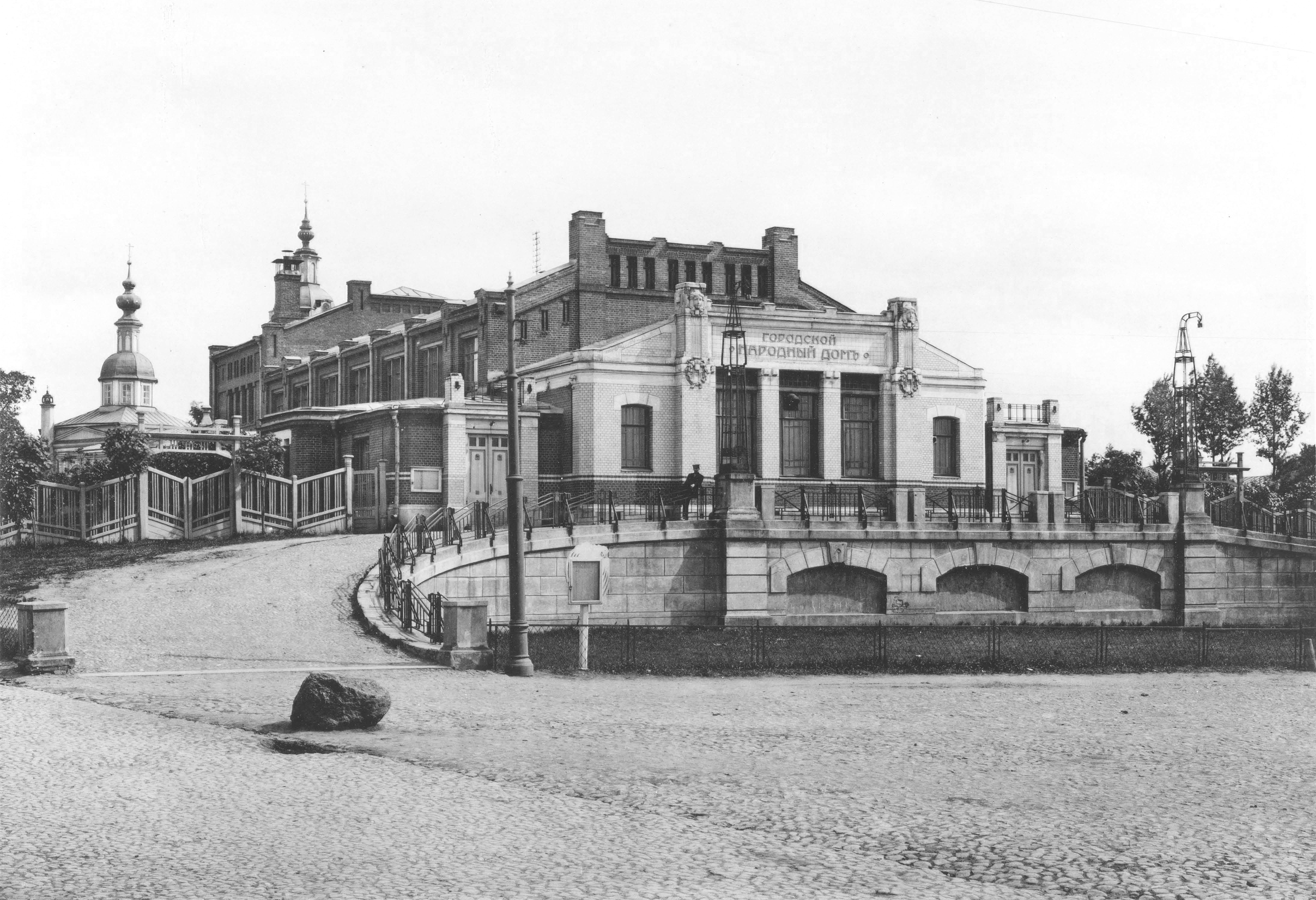
Casa del Pueblo «Vvedensky», en Moscú, 1904

Ha existido la creencia errónea de que las llamadas «People's houses» (es: Casa del Pueblo) británicas son antecedentes directas de las casas del pueblo de Rusia. Este nuevo tipo de institución, dedicada a la enseñanza para adultos y a las actividades extraescolares para los niños de la comunidad, apareció en Inglaterra por vez primera en 1887. Sin embargo, la primera Casa del Pueblo de la que se tiene constancia en Rusia abrió sus puertas en 1882, en la ciudad de Tomsk. La primera inaugurada en San Petersburgo, entonces capital imperial, data de 1883.
En la Rusia de principios del siglo XX, las casas del pueblo intentaron aglutinar todas las enseñanzas y actividades culturales y lúdicas posibles. Era frecuente encontrar en ellas biblioteca con sala de lectura, salón de conferencias con escenario para representaciones teatrales, escuela dominical, clases vespertinas para adultos, sala de té, coro o quioscos para la venta de libros. Algunas de ellas, incluso, disponían de museo en el que se realizaban exposiciones tanto permanentes como itinerantes y que, aprovechando sus características visuales y la menor necesidad de concentración, era también utilizado como una ayuda más en los procesos de aprendizaje.
El diseño de estos edificios pronto comenzó a encomendarse a los mejores y más afamados arquitectos de la época, como Fiódor Schechtel, Ivanov-Schitz, P. Rudavsky, etc. Entre 1910 y 1914 los arquitectos Alexander Zelenko y P. Kondakov trabajaron conjuntamente en el proyecto de desarrollo de un modelo para las casas del pueblo que finalmente no llegó a ser implantado. Fuera de San Petersburgo, el mayor edificio fue la Casa del Pueblo «Aksakov», en Ufá. Su construcción comenzó en 1909 con un salón proyectado para albergar a 600 personas y que posteriormente fue ampliado. 
En el periodo entre 1905 y 1917 la construcción de casas del pueblo contó con apoyo y respaldo oficial, al menos por parte de las autoridades municipales. Esperaban con ello controlar las actividades revolucionarias de la población, ocupar a los jóvenes desempleados y combatir el problema social del alcoholismo —los cofundadores de las casas del pueblo solían formar parte de los miembros de la comunidad que no tenían problemas con la bebida. En enero de 1915 la Duma de Moscú decidió la apertura de doce casas del pueblo hasta el 1 de septiembre de ese mismo año y abrir tres más anualmente hasta 1919, inclusive. En Moscú las casas del pueblo no consiguieron convertirse en importantes centros educativos ni atraer a un gran número de personas, a pesar de sus precios bajos y de contar con algunos programas gratuitos.
Estas instituciones, mediante la organización de todo tipo de actividades relacionadas con el acervo cultural, se impusieron la tarea de desarrollar la enseñanza no reglada para combatir el analfabetismo entre la clase trabajadora.

### Periodo soviético
Después de la revolución de 1917 las casas del pueblo continuaron su actividad, bajo el control del nuevo gobierno, convirtiéndose en asociaciones obreras. El modesto tamaño de los viejos edificios resultaba insuficiente para cubrir las necesidades de las ciudades industrializadas. Es así como, en los años de posguerra, la Casa del Pueblo «Vvedensky», en Moscú, fue reconstruida hasta llegar a ser irreconocible. En la actualidad, el edificio acoge el Palacio de la Cultura de la Fábrica de Lámparas de Moscú. 
Durante la etapa soviética el término Casa del Pueblo es utilizado raramente en el discurso oficial. El diseño más conocido es sin duda el planeado por Alexander Tamanian para la ciudad de Ereván. Galardonado en múltiples ocasiones y enmarcado en el proyecto desarrollado en 1924 por el arquitecto para la capital armenia, fue bautizado como Teatro de la Ópera y Ballet de la R.S.S. de Armenia.

### Principales casas del pueblo de Rusia
- En San Petersburgo:
  - Casa del Pueblo «Emperador Nicolás II». Iniciada en 1900 bajo diseño del arquitecto Alexander Pomerantsev, fue la sede de las representaciones de ópera en la ciudad hasta 1929. No se conserva en la actualidad.
  - Teatro de la Ópera del Pueblo. Obra de Gregory Lyutsedarsky, 1912. Fue rebautizada en los años 1950 como Leningrado Music Hall.
  - Casa del Pueblo «Immanuel Nobel». Enmarcada en el proyecto de la Avenida del Bosque, sigue un diseño de Robert Meltzer y fue construida entre 1897 y 1901.
  - Casa del Pueblo «Ligovsky». Construida en 1903 con el mecenazgo de Sofía Panina. Casa de la Cultura del Ferrocarril.

- En Moscú:
  - Casa del Pueblo «Vvedensky». Diseño de Ivanov-Schitz. Inaugurada en 1904 y completamente reconstruida en la década de los 1940. Fue la única de la ciudad de gestión enteramente municipal.

- En Ufá:
  - Casa del Pueblo «Aksakov». Por Pável Rudavsky, 1909-1914. Fue completada entre 1928 y 1935 y en la actualidad alberga el Teatro Bashkir de la Ópera y el Ballet.

### Ucrania
- En Kiev: Casa del Pueblo «Lukyanov», (1902). Centro cultural de los trabajadores del Tranvía desde 1917.
- En Lviv: Casa del Pueblo «Rusia». Fue sede de la organización rusófila de Galitzia.

La primera Casa del Pueblo de Lviv se construyó entre 1851 y 1854. Hasta la I Guerra Mundial, y sólo en Galitzia, se construyeron más de 500 casas del pueblo. En la actualidad se conservan algunas de ellas en Kolomyia, Stryi, Yavoriv, Przemyśl (en el actual territorio de Polonia) o Borschiv. La Casa del Pueblo construida en Lviv sobre las ruinas del Monasterio de la Trinidad (en 1848 el emperador austríaco Francisco José mandó bombardear el edificio perteneciente a la iglesia rusa) acogió a los organismos militares.

## Casas del pueblo en España

### Los centros obreros
Los primeros «centros obreros», precedentes directos de las casas del pueblo en España, fueron apareciendo a finales del siglo XIX no sin dificultades y siguiendo la lenta propagación del socialismo en el país. En la casi totalidad de lugares donde hubo una agrupación socialista se constituyó una Casa del Pueblo, si bien el empleo del término no fue generalizado hasta 1908, tras la apertura de la Casa del Pueblo de Madrid. Fundada por Pablo Iglesias y sita en el número 2 de la calle del Piamonte, fue la más importante y simbólica de todas las españolas. 
El término se adoptó de la traducción literal del francés «Maison du peuple», siguiendo el ejemplo de la institución abierta en Bruselas en 1898. La primera Casa del Pueblo española se estableció en el año 1900 en Montijo, Badajoz, y le siguió en 1903 la de Alcira, en Valencia. Se tiene constancia de la existencia de aproximadamente 900 casas del pueblo en todo el territorio nacional antes del comienzo de la Guerra Civil, lo que situaría a España en el quinto lugar europeo en cuanto al número de estos centros.
Las organizaciones españolas socialistas intentaron que las casas del pueblo tuvieran una ubicación privilegiada. Así se buscó establecerlas en las zonas más céntricas de las poblaciones, en las áreas de mayor densidad de población o en las calles y avenidas de mayor tránsito. Posteriormente, el régimen franquista, tras cerrarlas, pondría especial empeño en situar las sedes de los sindicatos verticales en los mismos espacios físicos que anteriormente habían ocupado las casas del pueblo.

### Financiación
En contra de lo sucedido en otros países europeos, la fundación de casas del pueblo a través de cooperativas, sociedades benéficas o bolsas de trabajo representó solamente poco más del 10% en España. Más de un tercio surgen de las agrupaciones sindicales del mundo rural, mientras que la segunda opción en importancia corresponde a las federaciones locales y a las agrupaciones de oficios diversos. La Unión General de Trabajadores (UGT) ostentó la propiedad del 8% de las casas del pueblo, aunque la cifra podría elevarse cerca del doble si se tienen en cuenta también las que surgieron en asociación de la UGT con el PSOE.
Además de las organizaciones sindicales o cooperativas promotoras, se crearon también las juntas pro Casa del Pueblo. Como medio de sostenimiento y crecimiento posterior, también surgieron las asociaciones de Amigos de la Casa del Pueblo. La forma más utilizada de financiación fue la venta de acciones y obligaciones entre los afiliados y simpatizantes. El sistema se empleó en más de la mitad de los casos y, en algunos casos, el aporte económico podía ser sustituido con el trabajo personal en la construcción o reforma del edificio. El caso español, un tanto atípico, vio como se recurría a métodos de lo más diverso; desde el endeudamiento hipotecario, hasta la inversión de los beneficios obtenidos por otro tipo de actividades y propiedades de los sindicatos, pasando por la celebración de loterías, rifas o sorteos. En poblaciones como Valladolid o Baeza, incluso, se llegó a poner en arriendo una parte del edificio para sufragar su construcción y mantenimiento.

## Casas del pueblo en Suecia

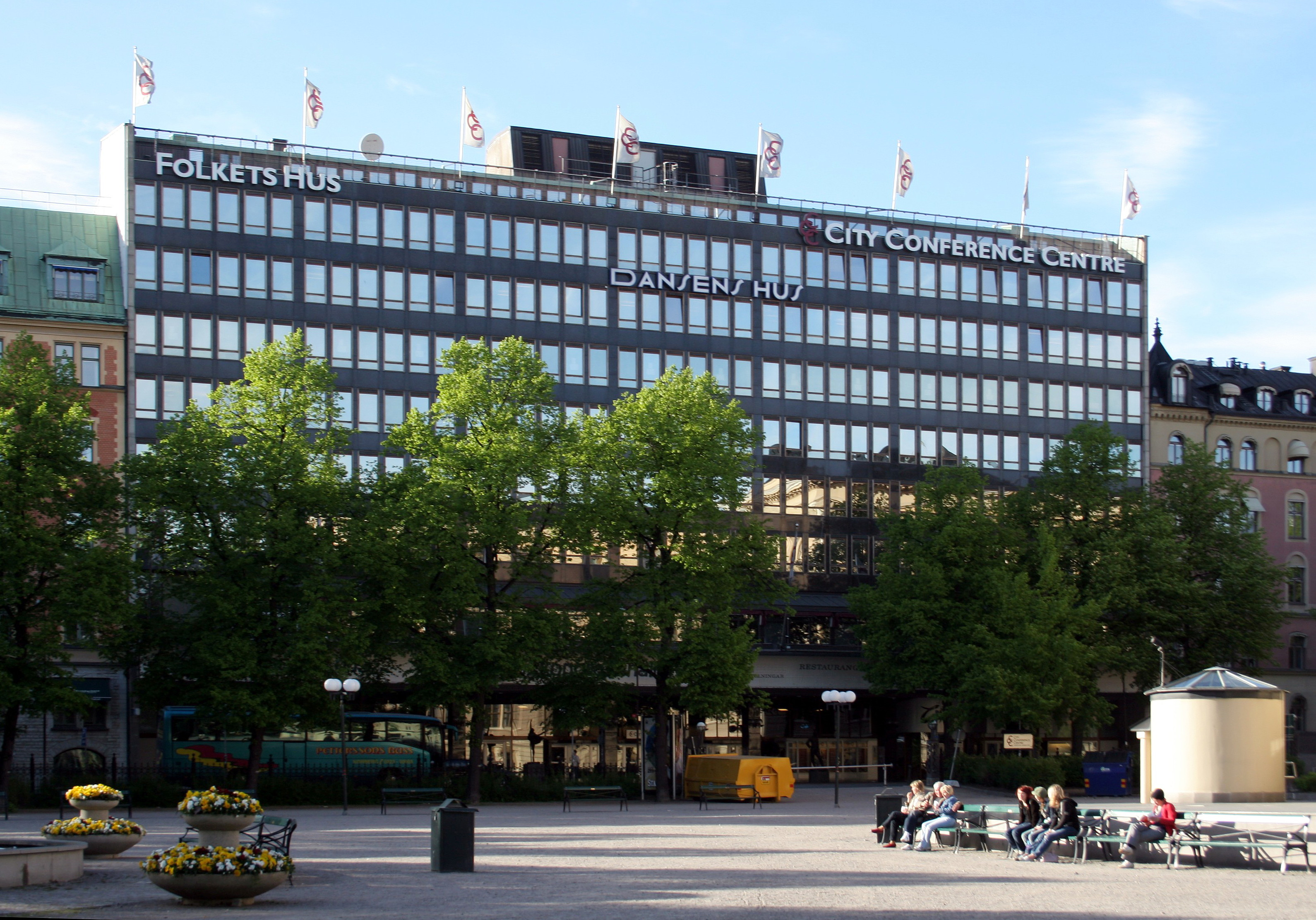
Casa del Pueblo de Estocolmo

En Suecia reciben el nombre de «Casa del Pueblo» (en sueco: Folkets Hus) los centros de la comunidad proletaria ubicados en la práctica totalidad de ciudades.
Cuando el movimiento obrero y los sindicatos suecos comenzaron a organizarse hacia el final del siglo XIX, los trabajadores tenían una gran necesidad de locales propios en los que reunirse sin interferencias. La oposición contra el movimiento obrero por parte de los capitalistas y de los terratenientes era fuerte, y los trabajadores no eran bienvenidos a la hora de utilizar los locales existentes. Incluso llegaron a prohibirse algunos encuentros al aire libre. Los gestores municipales no se atrevieron en un primer momento a arrendar tierras a estas organizaciones revolucionarias, lo que motivó que inicialmente muchas casas del pueblo fueran levantadas en las afueras de las ciudades.
Los trabajadores suecos decidieron comprar su propia tierra y construir en ella sus propios locales. La idea se extendió por todo el país. La construcción se financió mediante el establecimiento de cooperativas con diversas formas de contribución y no poco esfuerzo y trabajo voluntario. El «Parque del Pueblo» (Folkets park) es otra figura presente en muchas poblaciones suecas, sirviendo a los mismos propósitos.

### Estocolmo
La construcción de la primera Casa del Pueblo de Estocolmo se inició en 1897 y el establecimiento abrió sus puertas en 1901, ubicada en la plaza Norra Bantorget. En 1906 los bolcheviques y mencheviques rusos fueron invitados a realizar su cuarto congreso en la Casa del Pueblo de Estocolmo.
En 1955 el edificio original fue demolido, como muchos otros en el distrito de Neder Norrmalm en las décadas de 1950, 1960 y 1970, dentro del proyecto de remodelación de la ciudad. En su lugar fue levantado el edificio actual en la misma ubicación.

## Casas del pueblo en Italia
El término «Casa del Pueblo» (en italiano: Casa del Popolo) aparece en Italia en 1893 durante el segundo congreso de los socialistas en la ciudad de Reggio Emilia, en relación con el establecimiento de un nuevo edificio público para la cooperativa de la cercana localidad de Massenzatico. La aparición de este concepto en Italia tiene sus raíces en la experiencia pertinente de los países vecinos, como Francia, Alemania o Suiza.
Las casas del pueblo italianas vienen a satisfacer las necesidades de desarrollo y funcionamiento de las cooperativas laborales, además de servir para todo tipo de actividades culturales, lúdicas y asistenciales. El movimiento encontró repercusión y nuevo impulso en la segunda mitad del siglo XX, bajo el protectorado del Partido Comunista italiano y algunas otras formaciones izquierdistas. Desde entonces, la Casa del Pueblo se percibe como la variedad comunista del fenómeno multilateral europeo conocido como «Centro de la Comunidad».
Para el movimiento comunista y socialista en Italia, la Casa del Pueblo representa el centro coordinador de todas las organizaciones sociales, el modelo de sociedad para el futuro y el núcleo de un socialismo que se irá ampliando progresivamente hasta aglutinar conjuntamente el gobierno local, la vida económica y , en general, la totalidad de la sociedad civil. En este sentido, la Casa del Pueblo no sólo representa la esperanza de construir una “nueva sociedad”, sino también la formación de un nuevo “socialista”.

## Casas del pueblo en Turquía

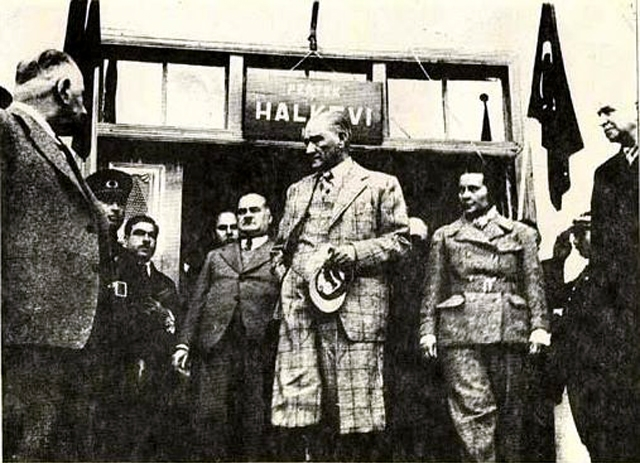
Atatürk visitando la Casa del Pueblo de Pertek

Las casas del pueblo en Turquía (en turco: Halk Evleri) fueron establecidas en 1932 para proporcionar educación reglada a la población adulta. Desarrollaron programas de lengua y literatura, bellas artes, biblioteca y servicio de publicaciones, museo, teatro, deportes, asistencia social, enseñanza y desarrollo de las poblaciones. El 2 de julio de 1932, la primera Conferencia de Historia de Turquía se celebró en la Casa del Pueblo de Ankara.
Sus actividades estaban financiadas por el tesoro público y servían a toda la población. Los primeros poemas de Yaşar Kemal, así como sus estudios sobre las tradiciones, serían publicados en la revista de la Casa del Pueblo de Adana.
Entre 1945 y 1951, tras el establecimiento del pluralismo político en Turquía, muchas de las iniciativas auspiciadas por el Partido Republicano del Pueblo (CHP) comenzaron a ser cuestionadas. El Partido Demócrata (DP) de la oposición quiso poner fin a la institución por considerar que se encontraba altamente politizada entre los civiles y propagaba los puntos de vista del CHP. 
Como paso previo, se solicitó un recorte del gasto público en las partidas del presupuesto gubernamental destinadas a estas instituciones. El CHP planteó una reforma de las casas del pueblo en lugar de su cierre, pero la oposición rechazó la propuesta. Después de que el DP alcanzara la mayoría en la Asamblea Nacional en 1951, los bienes de las casas del pueblo fueron confiscados.